# ヴェヒタースバッハ
ヴェヒタースバッハ (ドイツ語: Wächtersbach, ドイツ語発音: [ˈvɛçtɐsbax]) は、ドイツ連邦共和国ヘッセン州マイン＝キンツィヒ郡の小都市である。

## 地理

### 位置
ヴェヒタースバッハは、シュペッサルト山地とフォーゲルスベルク山地との間、キンツィヒ川中流域の谷に位置し、ビューディンゲンの森の辺縁部にあたる。ゲルンハウゼン、バート・オルプ、バート・ゾーデン＝ザルミュンスターといった街に近い。ヴィトゲンボルン、ヴァルデンスベルク、ライゼンヴァルトといった市区は、フォーゲルスベルク山地の南麓に広がるシュピールベルク盆地に位置している。

### 隣接する市町村
ヴェヒタースバッハは、北はケーフェンロート（ヴェッテラウ郡）およびブラハトタール、東はバート・ゾーデン＝ザルミュンスター、南はバート・オルプおよびビーバーゲミュント、南西はゲルンハウゼン、西はグリュンダウ（以上、マイン＝キンツィヒ郡）およびビューディンゲン（ヴェッテラウ郡）と境を接する。

### 市の構成
ヴェヒタースバッハは、ヴェヒタースバッハ、アウフェナウ、ノイドルフ、ヴァイラース、ヘッセルドルフ、ヴィトゲンボルン、ヴァルデンスベルク、ライゼンヴァルトの各市区からなる。

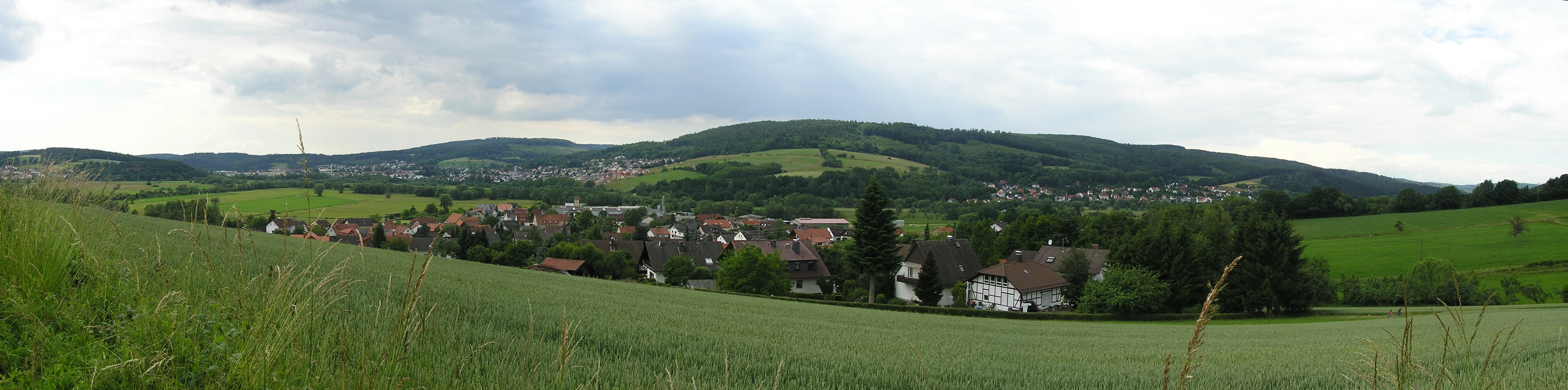
ヴェヒタースバッハのパノラマ

## 歴史
この村は、1236年に Weichirsbach として初めて文献に記録されている。これは「池に注ぐ小川」を意味する。
入植は、水城に起源を持つ。この城の周りに巡らされていた堀の跡は、城館公園の池として見ることができる。この城塞は、シュタウフェン朝時代に、帝国所有林であったビューディンゲンの森の南東隅に建設され、ゲルンハウゼンとビューディンゲンの防衛に用いられていた。この城は旧ヴェッテラウ王領の防衛施設の一部をなしていたのである。城の庇護の下、入植地が発展し、この地を所有し徴税を行っていた近隣のゼルボルト修道院（ランゲンゼルボルト）の文書に 1236年に記録されたのである。
ビューディンゲン家が、帝国所有林のレーエン領主としてヴェヒタースバッハ地域も統治した。この一門の男系は 1245年頃に断絶し、アルベルト・フォン・トリムベルクやその甥であるハインリヒ・フォン・イーゼンベルクを含む 4人がその全遺産を分割相続した。彼らやその子孫達の間では、城やヴェヒタースバッハ地域の覇権争いが長い間続いた。
1354年にコンラート・フォン・トリムベルクがこの集落にマリア礼拝堂を建設した。1404年にヨハン2世フォン・イーゼンブルクは、ヴェヒタースバッハを市に昇格させた。1495年、現在の位置にゴシック様式の木組み建築の市庁舎が建設され、執務を開始した。城と都市は、結局1458年にイーゼンブルク伯家の所有となった。
1564年にヴェヒタースバッハ出身のファウルハーバー家の女性がビューディンゲンで告発され、拷問にかけられた。
イーゼンブルク家一門の新しい家系を樹立したフェルディナント・マクシミリアン1世は1687年にヴェヒタースバッハに居館をおいた。イーゼンブルク家は、ナポレオン時代からポスト・ナポレオン時代に、レーエン領主としての機能を失った。ヴェヒタースバッハは、1816年にヘッセン選帝侯領、1866年にプロイセン王国領になった。
1864年から1868年までに、ハーナウ - ベーブラ間の鉄道が建設されたことで、この街はライン＝マイン地域と結ばれ、特に第二次世界大戦後に急速に発展した。住宅地は、市壁で囲まれ制限されていた地域から拡大して行き、周辺の丘陵地やキンツィヒ川沿いの低地に広がっていった。また、地元の工業企業が設立された。
1971年に、ヘッセン州の地域再編に伴って、7つの村がヴェヒタースバッハに合併した。

## 行政

### 市議会
ヴェヒタースバッハの市議会は、37 議席からなる。

### 首長
アンドレアス・ヴァイアー (SPD) は2013年9月22日の市長選挙で、72.7 % の票を得て市長に選出された。

### 紋章
図柄: ヴェヒタースバッハ市の紋章は青地で、銀色の騎士とその左側（向かって右側）に狼の罠が描かれている。騎士の足下の波帯で区切られた銀地の基部には 2本の黒い横帯がある。
解説: ヴェヒタースバッハ市は、1982年から監視人 (Wächter) をその印章のデザインに用いている。これと波帯（川を象徴する紋章デザイン。小川 = Bach）とを合わせて「ヴェヒタースバッハ」を表している。ヘッセルドルフ、ヴァイラース。ヴィトゲンボルン、ヴァルデンスベルク、ライゼンヴァルトの5つの地区は、基部の5本の横帯で表現されている。これら5地区と中核市区はイーゼンブルク＝ビューディンゲン伯領に属していた。2本の黒い横帯は、イーゼンブルク侯の紋章の一部である。ノイドルフとアウフェナウ地区は狼の罠で象徴されている。両地区は18世紀まで帝国直属のゲルンハウゼン森林監督官家（狼の罠をその紋章デザインとしていた）の統治下にあった。
現在のこの紋章は、実際には誤解の上に成り立っている。ヴェヒタースバッハの市区であるアウフェナウは、キンツィヒハウゼン森林監督官家の所領であった当時からすでに古い紋章を有していた。1982年のヘッセンの日を契機にヴェヒタースバッハで紋章を制作する気運が高まり、そのデザインが依頼された。ヴェヒタースバッハの本来の語源（Weichirsbach = 池に注ぐ小川）は、紋章では「川辺の監視人」に置き換えられた。この誤りは、現在も修正されず存続している。市長のライナー・クレッチュマーは、市庁舎前の泉に「川辺の監視人」のブロンズ像を作製し、これを後世に伝えてしまっている。

### 姉妹都市
- シャティオン＝シュル＝シャラロンヌ、ヴォナ、バヌアン（フランス、アン県）
- トロイツク（ロシア、モスクワ州）
- ロスレーベン（ドイツ、テューリンゲン州）

## 文化と見所

### 博物館
- ヴェヒタースバッハ郷土博物館: この博物館は、1495年に建造されたゴシック様式の木組みの市庁舎内にあった。2005年にヴェヒタースバッハのセラミック部門が向かい側の建物に新しいスペースを創設した。博物館は、ヴェヒタースバッハ郷土・歴史協会によって運営されている[5], [6]。
- ヴィトゲンボルン陶器博物館: ヴィトゲンボルン地区では19世紀から第二次世界大戦前まで主に製陶業で生計を立てていた。多くは肉筆で彩色された陶器が展示されている[7]。

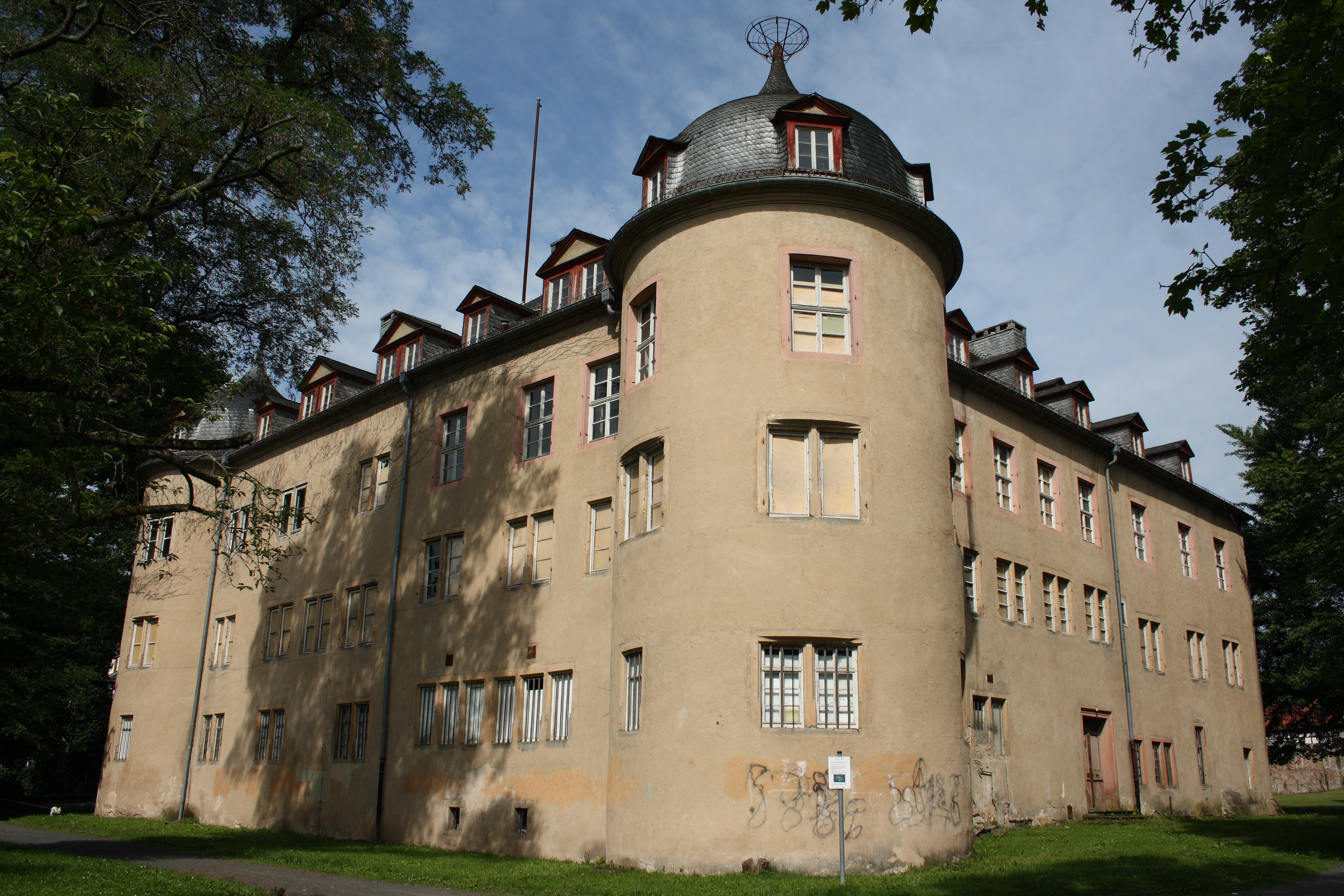
ヴェヒタースバッハ城

### 建築
- ヴェヒタースバッハ城
- プロテスタント教会。1354年建造、防衛塔は1514年に建造された。
- シナゴーグ。1894/1895年に建造された。

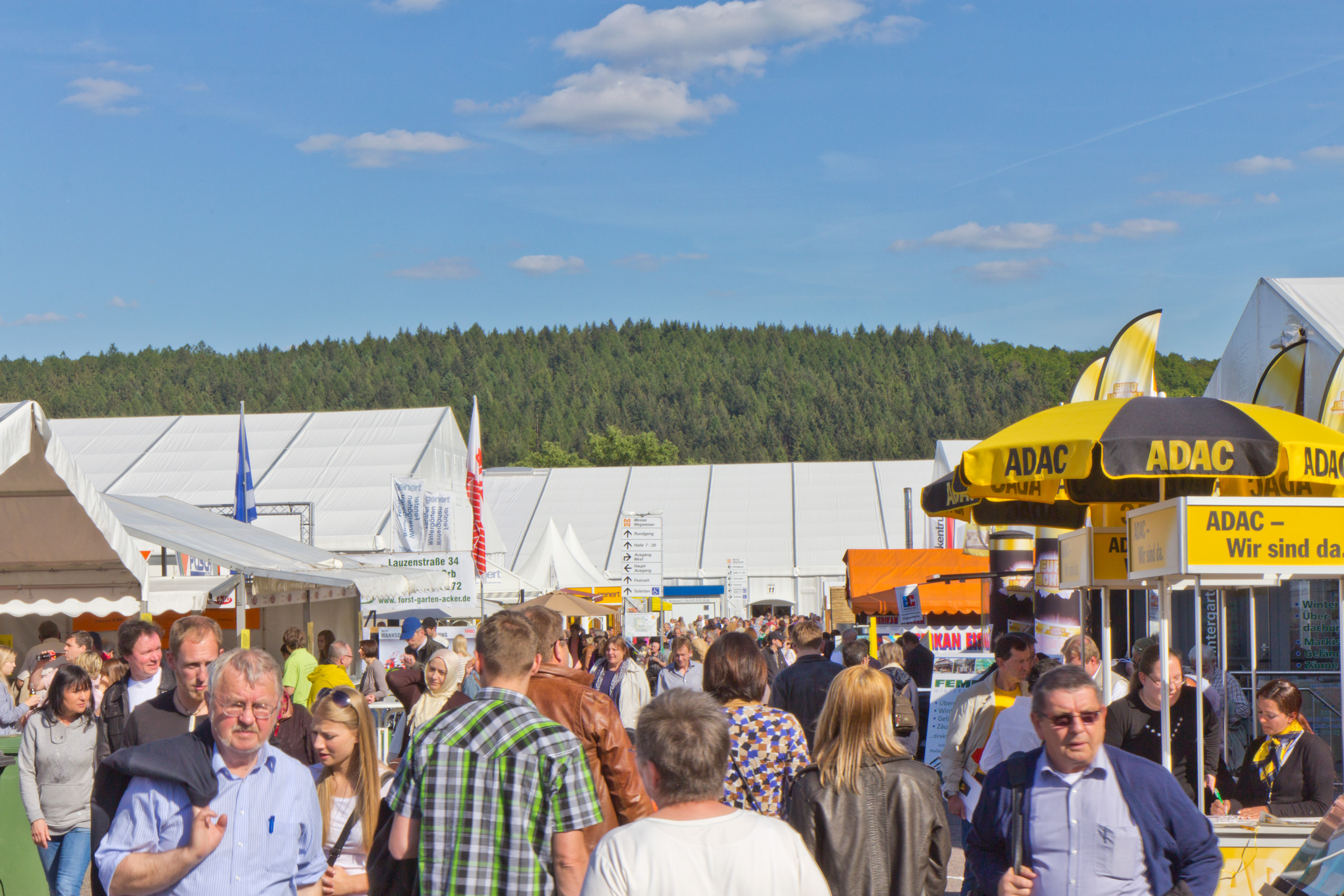
2012年のヴェヒタースバッハ・メッセの様子

- ヴェヒタースバッハのプロテスタント教会
- ヴェヒタースバッハの旧シナゴーグ

### 年中行事
- ヴェヒタースバッハ・メッセ: この見本市は1949年から毎年被昇天祭の週末に開催されている。多彩な出展者が参加するマイン＝キンツィヒ郡最大の消費物展示会である。工業、商業、手工業、製造業、住居、造園、ライフスタイルなどの分野から約 440社が出展する。また、毎年特別イベントが開催される。2007年には始皇帝の兵馬俑の特別展示が行われた。
- クリスマスマーケット: ヴェヒタースバッハでは、毎年第1アドヴェントの土曜日にクリスマスマーケットが開催される。
- 郷土市: ヴェヒタースバッハのライゼンヴァルト地区では、毎年聖霊降臨祭に郷土市が開催される。

## 経済と社会資本
毎年キリスト被昇天の祝日周辺の週末に開催される小売店の見本市「ヴェヒタースバッハ・メッセ」は有名である。
小売店、電子産業や人工樹脂の加工業者が経済活動の中心を占めている。近年は多くの商店がこの街に進出し、周辺市町村から多くの人々がヴェヒタースバッハに買い物に訪れるようになった。1999年まではヴェヒタースバッハで「ヴェヒタースバッヒャー・フュルステンピルス」というビールが醸造されていた。
製陶業でも有名で、ドイツ全土で流通している。

### 交通

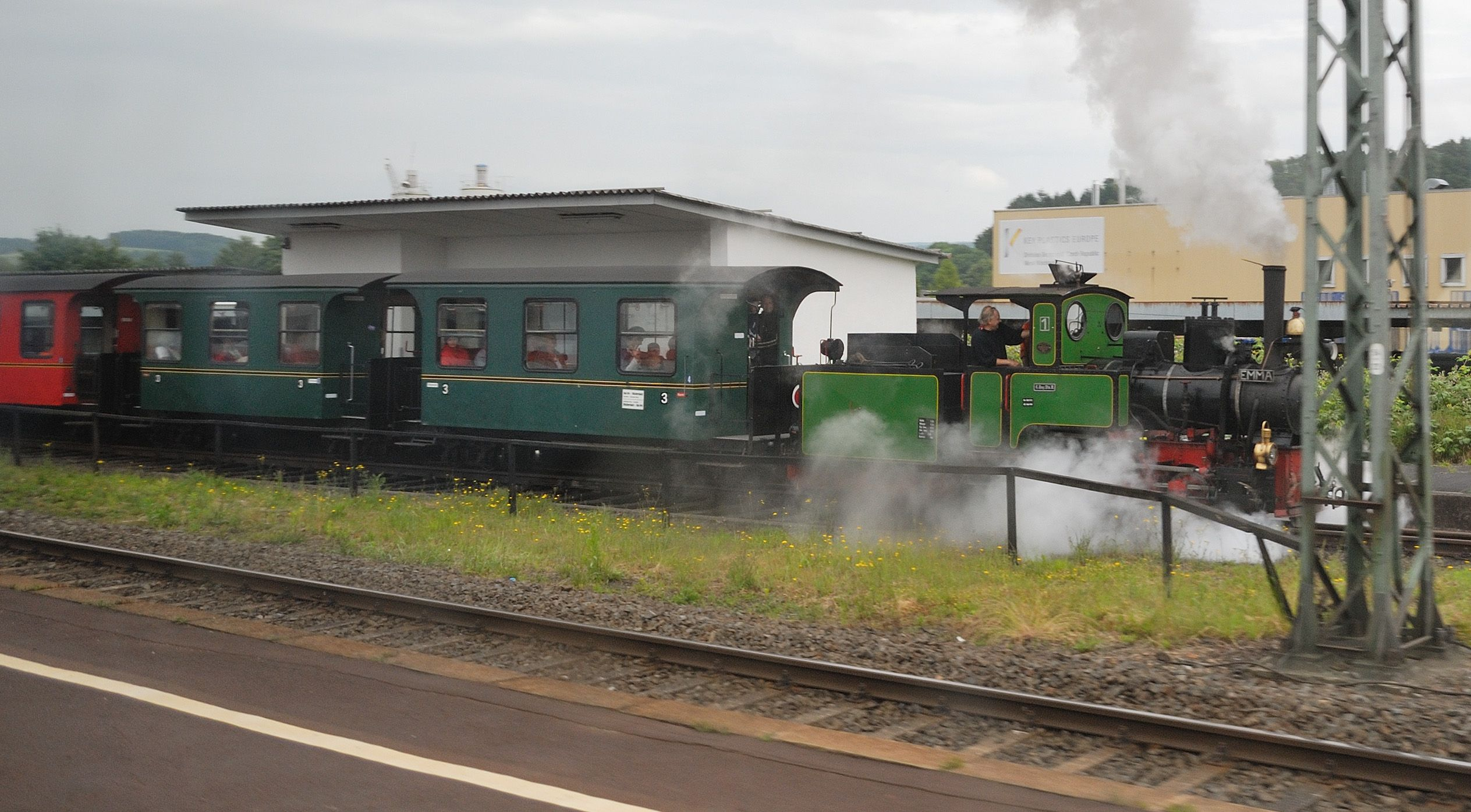
保存鉄道（2009年）

ヴェヒタースバッハには、鉄道フランクフルト - ベーブラ線の駅がある。ここから1時間に2本、ローカル列車が運行しており、フランクフルト (マイン)、フランクフルト (マイン) 南、フルダといった乗換駅との間を結んでいる。1967年までは、ここからブラハト川の谷をハルトマンスハインに至る小鉄道フォーゲルスベルク南鉄道が分岐していた。また、1995年3月4日まではゲルンハウゼン郡が運営する車輌がバート・オルプまで走っていた。この路線は、保存鉄道協会によって標準軌から 600 mm の狭軌に改造され、復活祭から10月末までの期間の日曜日に保存鉄道路線として利用されている。
ヴェヒタースバッハは連邦道 B276号線沿いに位置している。この道路は連邦アウトバーン A66号線（フランクフルト・アム・マイン - フルダ）のバート・オルプ/ヴェヒタースバッハ・インターチェンジに接続する。

### 公共施設
プロテスタント教会が、公共の図書館を運営している。
連邦技術支援庁 (THW)はヴェヒタースバッハに拠点の一つを置いている。ここには技術車輌の他に爆発物専門チームも配備されている。

### 学校
ヴェヒタースバッハには基礎課程学校が 2校（アウフェナウ基礎課程学校、キンダーブリュッケ基礎課程学校）と共同型総合学校フリードリヒ＝アウグスト＝ゲント＝シューレがある。

## 人物

### 出身者
- フリードリヒ・アウグスト・ゲント（1820年 - 1893年）化学者、鉱物学者

### ゆかりの人物
- フリッツ・カッツマン（1906年 - 1957年）ナチス・ドイツの親衛隊中将。1955年からヴェヒタースバッハの木材加工業者で働いた。

## 引用
1. ↑  Hessisches Statistisches Landesamt: Bevölkerung in Hessen am 31.12.2023 (Landkreise, kreisfreie Städte und Gemeinden, Einwohnerzahlen auf Grundlage des Zensus 2011)]
2. ↑  Max Mangold, ed (2005). Duden, Aussprachewörterbuch (6 ed.). Dudenverl. p. 827. ISBN 978-3-411-04066-7
3. ↑  Hessler, Carl (Hrsg.): Hessische Landes- und Volkskunde: Das ehemalige Kurhessen und das Hinterland am Ausgange des 19. Jhdts., Band 1, Teil 1, Elwert, Marburg 1907, p. 695
4. ↑  2011年3月27日の町議会議員選挙結果、ヘッセン統計局（2012年8月18日 閲覧）
5. ↑  Heimatmuseum ヴェヒタースバッハ交通・産業協会（2012年8月18日 閲覧）
6. ↑  museumsführer: Heimatmuseum Wächtersbach（2012年8月18日 閲覧）
7. ↑  Töpfermuseum Wittgenborn ヴェヒタースバッハ交通・産業協会（2012年8月18日 閲覧）
8. ↑  Waechtersbach Germany（2012年8月18日 閲覧）